# A Rani
A Rani é uma personagem fictícia da série de ficção científica britânica Doctor Who. Interpretada por Kate O'Mara, Anita Dobson e Archie Panjabi, ela é uma Senhora do Tempo renegada e antagonista do protagonista, conhecido apenas como o Doutor.
Diferente de outros vilões da série, a Rani é uma bioquímica amoral, que conduz experimentos em humanos e outras espécies, priorizando sua pesquisa científica acima de qualquer valor ético ou moral. Ela apareceu pela primeira vez nas histórias The Mark of the Rani (1985) e Time and the Rani (1987), antes da série original ser interrompida em 1989. A personagem retornou em 1993 no especial beneficente Dimensions in Time, para uma campanha do Children in Need.
Desde então, a Rani foi incorporada em diversos áudios-dramas e romances baseados no universo de Doctor Who. Na fase mais recente da série, ela reaparece com a identidade de Sra. Flood (interpretada por Anita Dobson), companheira de vizinhança do Doutor durante as aventuras de sua décima quinta encarnação. No episódio "The Interstellar Song Contest", 40 anos após sua estreia, a Sra. Flood passa por uma "bi-generação" (interpretada por Archie Panjabi) e revela que ela – e sua encarnação anterior – são, na verdade, a Rani.

## Descrição
A Rani é uma Senhora do Tempo renegada e uma cientista desprovida de escrúpulos, conhecida por realizar experimentos biológicos antiéticos em seres humanos e outras espécies. Ela é uma das inimigas do protagonista da série, o Doutor, que também é tecnicamente um Senhor do Tempo renegado. Os Senhores do Tempo são uma raça alienígena ancestral originária do planeta Gallifrey, dotados da capacidade de regenerar seus corpos, assumindo uma nova forma física quando mortalmente feridos ou mortos. Eles também dominam a tecnologia de viagem no tempo, utilizando naves conhecidas pela sigla TARDIS (Tempo e Dimensão Relativa no Espaço). Segundo a história de fundo da personagem, a Rani foi banida de Gallifrey devido à natureza radical de seus experimentos científicos. Ela é contemporânea do Doutor e do Mestre — inimigo recorrente do protagonista — e os três estudaram juntos na Academia dos Senhores do Tempo durante a juventude.
A revista Radio Times descreveu a Rani como "a Senhora do Tempo renegada tão maligna quanto o Doutor é bondoso", considerando-a uma das vilãs mais perigosas da série. O crítico Harry Beckett, da Doctor Who TV, destacou que sua "personalidade maquiavélica e determinação obstinada em obter resultados científicos" a tornavam uma inimiga formidável — alguém com quem ninguém gostaria de cruzar." Já Caroline Frost, do HuffPost UK, afirmou que a Rani era "uma das poucas personagens capazes de igualar o Doutor em inteligência, poder e habilidades sobrenaturais". A atriz Kate O'Mara, que interpretou a personagem na televisão, descreveu a Rani como "obcecada por poder" e "impiedosa", observando que "uma criatura como a Rani, sendo uma cientista, é totalmente amoral e disposta a sacrificar tudo em nome da ciência". O portal SCIFI.radio a considerou uma personagem "icônica", ressaltando que, ao contrário do Mestre — um vilão típico obcecado por poder —, a Rani era uma cientista cruel cujo interesse principal era compreender o universo, independentemente das consequências. Sua busca imoral pelo conhecimento era, inclusive, um contraponto interessante ao Doutor. O site Doctor Who TV descreveu a Rani como "uma vilã maravilhosa de Doctor Who, pois sua motivação é unicamente científica". Mark Donaldson, do Screen Rant, observou que a Rani "não compartilhava a obsessão do Mestre pelo Doutor", e que nunca demonstrou real interesse nos jogos de poder entre os dois. Além disso, a personagem já foi descrita como glamurosa, voraz, ardilosa, maligna, poderosa, dinâmica, e dotada de uma inteligência maliciosa e diabólica.

## Aparições na televisão

### The Mark of the Rani(1985)
A personagem da Rani, interpretada por Kate O'Mara, apareceu pela primeira vez em 1985, na história clássica The Mark of the Rani. O roteiro foi escrito por Pip e Jane Baker, com Colin Baker no papel do Sexto Doutor. Na época em que foi escalada para o papel, O'Mara já era uma atriz consagrada no teatro, com uma carreira extensa também no cinema e na televisão. Ela já havia contracenado com Colin Baker na série dramática The Brothers (1975–1976), onde interpretaram rivais no mundo dos negócios. Em 2013, a própria O'Mara revelou que a personagem Rani foi criada especificamente para ela.
No episódio, a TARDIS do Sexto Doutor sai de rota e aterrissa em uma cidade mineradora da Inglaterra do século XIX, durante a Revolução Industrial. Ele e sua companheira humana, Peri Brown (vivida por Nicola Bryant), encontram a Rani — uma Senhora do Tempo e antiga conhecida do Doutor — que governa o planeta Miasimia Goria. A Rani realiza experimentos biológicos na população escravizada do planeta, aumentando sua percepção, mas acidentalmente eliminando sua capacidade de dormir. Isso transforma os habitantes em seres violentos e mergulha o planeta no caos. Para tentar restaurar a ordem, ela passa a extrair um neuroquímico relacionado ao sono diretamente dos cérebros humanos, escolhendo períodos da história terrestre marcados pela violência, de forma que os efeitos de agressividade e insônia passem despercebidos. O Doutor também encontra seu antigo inimigo, o Mestre (interpretado por Anthony Ainley), que tem seus próprios planos: acelerar o progresso da Terra e usá-la como base de poder. No fim, o Doutor frustra os planos dos dois vilões. Eles escapam juntos na TARDIS da Rani, mas não percebem que o Doutor sabotou o sistema de navegação e o regulador de velocidade. Enquanto a nave gira descontroladamente, um dos frascos de espécimes da Rani, contendo um embrião de Tyrannosaurus rex, cai no chão e começa a crescer rapidamente. A criatura os aprisiona dentro da nave, deixando a Rani e o Mestre em perigo.
O crítico Mark Braxton, da Radio Times, elogiou as cenas com a Rani, o Doutor e o Mestre, descrevendo a atuação de O'Mara como "cheia de energia". Já o livro The Discontinuity Guide, dos autores Paul Cornell, Martin Day e Keith Topping, destacou como brilhante o fato de a Rani zombar da rivalidade exagerada entre o Doutor e o Mestre. O'Mara considerava The Mark of the Rani seu episódio favorito na série. Em sua autobiografia de 2003, Vamp Until Ready, ela contou que foi tratada de maneira muito diferente no set dependendo de sua caracterização: como uma velha corcunda, era ignorada pelos membros da equipe; já com figurino chamativo, cabelo arrumado e maquiagem glamourosa, recebia outra atenção." Ela também creditou à atriz Joan Collins — estrela de Dynasty e cuja irmã O'Mara interpretou na série em 1987 — o mérito de tornar "aceitável" a presença de mulheres mais velhas em papéis de destaque na televisão e no cinema.

### Time and the Rani(1987)

O traje da Rani visto em Time and the Rani (1987), em exibição no Doctor Who Experience em 2015

Kate O'Mara retornou ao papel da Rani no episódio Time and the Rani, de 1987, novamente com roteiro de Pip e Jane Baker, mas desta vez com Sylvester McCoy assumindo o papel do Sétimo Doutor. Neste episódio, a Rani é a única vilã clássica que retorna. Logo no início da trama, ela ataca o Doutor, forçando sua regeneração — processo pelo qual o personagem muda de forma e personalidade, algo usado pela série desde 1966 para permitir a troca de atores no papel do Doutor. Assim, o Sexto Doutor, vivido por Colin Baker, dá lugar à sétima encarnação, com McCoy. A romantização de Time and the Rani, publicada em 1987, explica que após os acontecimentos de The Mark of the Rani, a Rani e o Mestre conseguiram escapar do Tyrannosaurus rex porque a criatura, ao crescer rapidamente, quebrou a espinha ao bater no teto da TARDIS da Rani. Durante as filmagens do episódio, foi necessário suspender O'Mara de cabeça para baixo, como um morcego, mas alguns vasos sanguíneos em seus olhos se romperam. Por questões médicas, a enfermeira do estúdio proibiu que ela continuasse filmando nessa posição. A equipe então resolveu o problema filmando com a câmera invertida e usando um ventilador para fazer seu cabelo parecer estar suspenso.
Na história, a Rani faz com que a TARDIS do Doutor colida com o planeta Lakertya, forçando sua regeneração. Com a ajuda dos Tetraps — criaturas alienígenas com aparência de morcegos —, ela assume o controle do planeta e de seus habitantes pacíficos. A Rani constrói um enorme "cérebro temporal", alimentado pela inteligência de gênios de várias eras e planetas. Com isso, planeja realizar cálculos que lhe permitam transformar Lakertya em um manipulador do tempo, dando-lhe o poder de controlar a evolução em escala cósmica. Para enganar o Doutor, ela o droga com uma substância que causa amnésia e se disfarça como sua companheira, Mel Bush (interpretada por Bonnie Langford). Extraindo informações de seu cérebro, ela ignora o comportamento imprevisível do Doutor, o que acaba sendo sua ruína: ele e Mel conseguem frustrar seus planos e libertar os habitantes de Lakertya. A Rani tenta fugir em sua TARDIS, mas os Tetraps assumem o controle da nave e a levam como prisioneira, depois de descobrirem que ela planejava sacrificá-los durante a conversão do planeta.
O crítico Patrick Mulkern, da Radio Times, comentou que a performance exagerada de O'Mara foi "o que salvou" Time and the Rani. O guia oficial Doctor Who: The Television Companion também elogiou a atriz, dizendo: "Outro destaque é a atuação de Kate O'Mara como a Rani, que, embora claramente teatral e exagerada, combina perfeitamente com o tom do episódio e nunca deixa de entreter. Ela quase rouba a cena e sua imitação de Bonnie Langford, na sequência em que engana o Doutor desorientado, é brilhantemente perceptiva."

### Dimensions in Time(1993)
A transmissão original de Doctor Who foi interrompida em 1989. Anos depois, a personagem da Rani reapareceu como vilã no especial beneficente Dimensions in Time, exibido em 1993. Esse episódio especial foi escrito por John Nathan-Turner e David Roden para a campanha beneficente Children in Need. O especial, dividido em duas partes, foi um crossover entre Doctor Who e a soap opera britânica da BBC, EastEnders, feito para celebrar os 30 anos da série. Como era necessário trazer de volta um vilão marcante, Nathan-Turner escolheu a Rani por ela ser uma personagem muito popular entre os fãs.
Na trama de Dimensions in Time, a Rani tenta prender as sete primeiras encarnações do Doutor em um loop temporal na localidade fictícia de Walford (cenário de EastEnders). Ela abre uma fenda no tempo, o que lhe permite acessar a linha temporal do Doutor e alternar entre suas diferentes vidas, fazendo com que ele e seus companheiros fiquem saltando entre encarnações passadas e presentes. Durante esse processo, a Rani captura espécimes de todas as criaturas do universo com o objetivo de montar um supercomputador biológico. Em um dos momentos, ela libera sua "coleção de criaturas" para atacar o Quinto Doutor (interpretado por Peter Davison). No entanto, seu plano fracassa quando o Sétimo Doutor e sua companheira Ace (vivida por Sophie Aldred) sobrecarregam o computador, fazendo com que a Rani, seu aliado Cyrian (Samuel West) e sua TARDIS sejam sugados para dentro do túnel temporal.

### História não produzida
No final de 1984, o produtor John Nathan-Turner convidou o roteirista Robert Holmes para escrever uma história em três partes, posteriormente intitulada Yellow Fever and How to Cure It, para a 23.ª temporada. A história envolveria o Sexto Doutor, sua companheira Peri e o Brigadeiro Lethbridge-Stewart (interpretado por Nicholas Courtney) enfrentando a Rani, além do Mestre e dos Autons — criaturas plásticas controladas por uma inteligência coletiva alienígena. As filmagens estavam planejadas para acontecer em Singapura, onde a BBC já havia gravado episódios do drama Tenko. Após a liberação dos direitos autorais para a personagem da Rani, os três episódios foram oficialmente encomendados em 6 de fevereiro de 1985. No entanto, em 27 de fevereiro do mesmo ano, a BBC One anunciou que a produção de Doctor Who entraria em hiato prolongado, alegando queda de audiência e crescentes críticas do público quanto à violência televisiva. A 22.ª temporada, exibida anteriormente, tinha 13 episódios com 45 minutos cada. Durante a pausa, foi planejada uma nova 23.ª temporada, com 14 episódios de 25 minutos cada. Robert Holmes foi convidado a continuar com a história, agora reformulada em seis episódios mais curtos, porém com a exclusão do personagem do Mestre. Holmes chegou a finalizar um esboço do roteiro, mas tanto Yellow Fever and How to Cure It quanto outros arcos planejados foram abandonados, substituídos por um grande arco narrativo que atravessaria toda a temporada: The Trial of a Time Lord. Graças à pressão dos fãs, Doctor Who retornou à televisão apenas 18 meses depois, com a nova 23.ª temporada estreando em setembro de 1986.
Na história concebida para Yellow Fever and How to Cure It, o Sexto Doutor e Peri chegariam a Singapura e descobririam que a Rani havia se aliado à Consciência Nestene — entidade que controla os Autons — para criar Autons com balas que fazem curvas e mãos capazes de derreter o rosto de seus inimigos. O Mestre também estaria em Singapura, invejoso da aliança entre a Rani e a Consciência Nestene, e tentaria interferir nos planos dela.

### Série moderna
A série original de Doctor Who foi transmitida de 1963 a 1989 e foi revivida em 2005. O fandom de Doctor Who frequentemente pedia o retorno da Rani, considerada uma personagem popular entre os fãs graças à atuação marcante de O'Mara. Anúncios de novos castings para adversárias femininas do Doutor geralmente geram especulações entre os fãs de que uma nova encarnação da Rani foi escalada, como aconteceu com Sarah Lancashire em 2008, Keeley Hawes e Michelle Gomez em 2014, e Barbara Flynn em 2021.
Em 2012, o então produtor executivo e showrunner Steven Moffat disse: "As pessoas sempre me perguntam, 'Você quer trazer a Rani de volta?' Ninguém sabe quem é a Rani. Todos sabem quem é o Mestre, conhecem os Daleks, provavelmente sabem quem é Davros, mas não sabem quem é a Rani, então não faz sentido trazê-la de volta." No ano seguinte, Harry Beckett, do Doctor Who TV, expressou seu desejo pelo retorno da Rani e observou que, apesar dos comentários de Moffat, o produtor realmente trouxe de volta outros personagens antigos menos conhecidos para a série. No final de 2013, O'Mara disse que adoraria reprisar o papel, e que sua idade seria "uma ideia a ser explorada". Ela explicou: "Ter uma mulher muito mais velha como sua adversária tem algo interessante nisso. Ela aprendeu tanto ao longo dos séculos — seria como nos contos de fadas, onde sempre é a velha que é a mais assustadora." O'Mara morreu em março de 2014.
Após ser escalado como o Décimo quinto Doutor em 2022, Ncuti Gatwa manifestou seu desejo de ter sua colega de Sex Education, Gillian Anderson, interpretando uma vilã ao seu lado em Doctor Who. Isso renovou o burburinho sobre o possível retorno da Rani, interpretada por Anderson, que já havia sido discutida para o papel desde a estreia de Matt Smith como o Décimo primeiro Doutor em 2010.
Mais tarde, é revelado em "The Interstellar Song Contest" (2025) que a Sra. Flood, uma misteriosa personagem inicialmente apresentada como vizinha de Ruby Sunday e que aparece ao longo das 14.ª e 15.ª temporadas, é uma encarnação da Rani, que gera um novo corpo ao final do episódio, interpretada por Archie Panjabi. Como Sra. Flood, a Rani é vizinha de Ruby e Belinda Chandra, quebra a quarta parede ocasionalmente e é vista posteriormente perseguindo o Doutor pelo tempo e espaço.

## Áudio-dramas
A Rani, dublada por O'Mara, é a personagem principal do áudio drama The Rani Reaps the Whirlwind (2000), da BBV Productions, escrito por Pip e Jane Baker. A história se passa diretamente após os eventos de Time and the Rani, com a Rani como prisioneira dos Tetraps. Condenada à morte, ela trama sua fuga enquanto é forçada a usar seus conhecimentos científicos para ajudar seus captores a reabastecerem seu suprimento de alimentos, que está se esgotando: sangue. O título original do áudio drama havia sido anunciado como Resurrection of the Rani.
Na época de sua morte, em 2014, O'Mara estava em negociações com a Big Finish Productions para reprisar o papel da Rani em um novo áudio-drama de Doctor Who. O produtor David Richardson declarou:
"O retorno da Rani foi muito motivado por Kate... O agente dela entrou em contato comigo e disse que ela adoraria reprisar o papel conosco, e quando mencionei isso ao produtor executivo Nicholas Briggs e ao editor de roteiros Alan Barnes, eles agarraram a oportunidade... Justin [Richards] escreveu The Rani Elite para nós, e estávamos a poucas semanas da gravação quando recebemos a terrível notícia de que Kate havia falecido. A princípio, não sabíamos o que fazer — até que o agente de Kate nos contatou novamente, dizendo que era desejo dela que prosseguíssemos com uma nova encarnação da Rani."
A atriz escocesa Siobhan Redmond foi então escalada como uma nova encarnação da Rani, aparecendo pela primeira vez no áudio-drama The Rani Elite (2014), escrito por Justin Richards. Nessa aventura com o Sexto Doutor, a Rani tenta aplicar a engenharia reversa à teoria do caos, usando as mentes coletivas da elite acadêmica presente no College of Advanced Galactic Education.
A encarnação de Redmond retorna no áudio-drama Planet of the Rani (2015), tendo estado presa por 90 anos e escapando para buscar vingança contra o Doutor. Ela chega ao planeta Miasimia Goria, um mundo que governou no passado, onde o atual líder, Raj Kahnu, a considera como uma mãe, embora nutra profundo desprezo por ela. Kahnu, um humanoide geneticamente modificado que vive dentro do corpo de uma barata mecânica, mais tarde permite que a Rani deixe o planeta em uma cápsula de sobrevivência TARDIS deixada por sua encarnação anterior.

## Literatura
Uma romantização de The Mark of the Rani, escrita por Pip e Jane Baker, foi publicada pela Target Books em janeiro de 1986. A Rani é a vilã de Race Against Time, um livro-jogo infantil de 1986 no estilo Choose Your Own Adventure, também escrito pelos Bakers, que faz parte da série Make Your Own Adventure with Doctor Who. Na história, o Sexto Doutor recruta o leitor para ajudá-lo a derrotar a Rani e seu perigoso Destabilizador Temporal. Em dezembro de 1987, a Target Books publicou uma romantização de Time and the Rani, também escrita por Pip e Jane Baker.
A Rani aparece no romance derivado da série Virgin Missing Adventures, intitulado State of Change (1994), de Christopher Bulis, ambientado após The Mark of the Rani. O Mestre escapa da TARDIS sabotada da Rani, deixando-a à deriva em uma bolha espaço-temporal, até que ela encontra uma entidade benigna que cria uma realidade de bolso distorcida onde os egípcios possuem tecnologia do século XX, graças ao acesso aos bancos de dados de um duplicado do console da TARDIS do Doutor. A Rani tenta se envolver em maquinações políticas nessa realidade, até que a intervenção do Doutor quebra seu controle sobre a entidade, permitindo que ela escape com sua TARDIS reparada.
A Rani é mencionada no romance da série Eighth Doctor Adventures, The Ancestor Cell (2000), de Peter Anghelides e Stephen Cole. O ex-companheiro do Oitavo Doutor, Fitz Kreiner, afirma ter matado a Rani e o Mestre, e agora exibe seus crânios como troféus. O romance da série Past Doctor Adventures, Divided Loyalties (1999), de Gary Russell, apresenta uma sequência de sonho onde a Rani faz parte de um grupo de jovens Senhores do Tempo promissores chamado "os Deca", que inclui muitos futuros renegados, como o Doutor, o Chefe de Guerra, o Meddling Monk e o Mestre. A Rani aparece brevemente em um universo paralelo artificialmente criado no romance The Quantum Archangel (2001), da mesma coleção. Nessa realidade, ela, o Mestre, o Monge e Drax se disfarçam como um grupo de cientistas alemães.
O conto "Rescue", escrito por David Roden e publicado no Doctor Who Yearbook 1995, mostra a Rani resgatando Cyrian de uma invasão Ciberman em seu planeta natal, DV Acrol 8, e o estabelecendo como seu companheiro antes dos eventos de Dimensions in Time.. A Rani retorna no conto digital especial de 50 anos com o Sexto Doutor, Something Borrowed (2013), publicado pela Puffin Books e escrito por Richelle Mead. Nesta história, ela se passa por noiva de um nobre Koturiano para aprender mais sobre a forma única de regeneração da espécie, mas é frustrada pelo Doutor e Peri.

## Merchandising
A Danbury Mint lançou um conjunto de xadrez de Doctor Who em 1992, apresentando uma estatueta de estanho da Rani de O'Mara como a Dama Negra. A Eaglemoss Collections produziu um conjunto de estatuetas Doctor Who Time Lords apresentando a Rani e o Inquisidor em 2018. Vários cartões colecionáveis da Rani foram produzidos:
- 1994 Cornerstone Doctor Who Trading Cards: Series 1 Base Card #98 - The Rani[63]
- 2013 Topps Doctor Who Alien Attax Collectible Card Game - The Rani #206[64][65]
- 2015 Topps Doctor Who Trading Cards: Base Card #17 - The Rani[66][67][68]

## Recepção
A atuação de Kate O'Mara como a Rani foi amplamente elogiada, sendo considerada tanto memorável quanto definitiva. Nur Hussein, do SCIFI.radio, descreveu sua performance como "deliciosamente exagerada", enquanto Harry Beckett, do Doctor Who TV, observou: "Ela tinha exatamente a aparência que uma Senhora do Tempo maligna deveria ter... O'Mara transmitia uma sensação marcante de maldade, com um olhar sedutor que podia ser tanto um desdém quanto um sorriso provocante." Dan Wilson, do Metro, escreveu: "Kate O'Mara interpretou o papel com perfeição. Poderosa e dinâmica, com mais do que um toque de glamour dominatrix, ela realmente fez o papel ser seu... O'Mara se destaca mesmo com roteiros fracos... Se a Rani voltar, a atriz que assumir o papel faria bem em se inspirar no melhor do que Kate O'Mara ofereceu." A Rani se tornou uma das favoritas tanto entre fãs quanto críticos, que clamaram por seu retorno à série por décadas.